# Günter Hess (Choreograf)
Günter Hess (* 11. Februar 1903 in Berlin; † 18. März 1979 ebenda) war ein deutscher Tänzer, Choreograf, Regisseur und Tanzpädagoge.

## Leben und Werk
Seine Tanzausbildung erhielt Günter Hess zunächst ab April 1920 im Ballett-Studio von Hanns Storck, dem 1. Solisten vom Charell-Ballett. Später bildete er sich bei Max Terpis in Berlin, an der Hamburger Labanschule und an der Novikoff-Schule in London weiter. Am 15. Januar 1921 debütierte er mit dem ersten solistischen Tanzabend. 1924 tanzte er den Joseph in Josephs Legende von Richard Strauss an der Leipziger Oper in der Choreographie von Heinrich Kröller. In den 1920er und 1930er Jahren findet man Günter Hess solistisch und in Duetten u. a. mit Lore Jentsch, mit seiner Schülerin Lisa Kretschmar sowie mit Ursula Deinert, ferner als Pädagogen, als Bewegungschorleiter u. a. bei der A.E.G., als Tanzleiter und Ballettmeister an den Bühnen in Osnabrück, Dessau, Hagen, Chemnitz und Wuppertal, als Gastchoreographen an der Duisburger Oper, Tanzleiter der Deutschen Tanzbühne in Berlin und bei diversen Festspielen, als Tänzer unter Lizzie Maudrik an der Berliner Staatsoper und gastweise an verschiedenen anderen Theatern. In englischer Kriegsgefangenschaft in Kiel gründete Hess 1944 ein Marine-Tanz-Theater.
Am interessantesten sind aus heutiger Perspektive vielleicht die Spielzeit 1927/28 in Dessau, wo er mit Wassily Kandinsky bei den Bildern einer Ausstellung zusammenarbeitete, und seine Zeit in Hagen. Hess tanzte hier u. a. den Ritter in den Vogelscheuchen in der Ausstattung von Oskar Schlemmer. Zu den von ihm herausgebrachten Uraufführungen in Hagen gehörte Fassade (Façade) mit Musik von William Walton in der ersten szenischen Aufführung und ebenso Kreislauf zur Musik von Arthur Honegger, beide mit Bühnenbildern von Hein Heckroth.
Hess war ein Multitalent und ist vor allem aus den Jahrzehnten nach dem Zweiten Weltkrieg in Erinnerung, in denen er angehende Schauspieler in Bewegungslehre und Regie unterrichtete: von 1951 bis 1968 an der Max-Reinhardt-Schule für Schauspiel des Landes Berlin, ferner an der Berliner Hochschule für Musik, an der Deutschen Oper Berlin und auf zahlreichen Gastkursen, z. B. in Oslo, Stockholm, Salzburg, Brüssel oder Essen-Werden. Und außer mit unzähligen Schulaufführungen ist Hess auch nach dem Krieg immer wieder auch auf namhaften Bühnen in einer Mischung von Regisseur und Choreograph in Erscheinung getreten, z. B. 1949 am Deutschen Schauspielhaus Hamburg mit dem vielbeachteten Am-stram-gram, sowie bei Film und Fernsehen.
Sein Nachlass befindet sich im Deutschen Tanzarchiv Köln.

## Würdigung
Hess hat wesentliche Bedeutung in der Entwicklungsgeschichte des Tanztheaters. Wie der zwei Jahre ältere Kurt Jooss wollte er den modernen Tanz im Betrieb der Theater etablieren. Im Unterschied zu Jooss ging es Hess jedoch nicht darum, den Tanz zugleich im Opern- und Schauspielbetrieb eingebunden zu wissen, sondern er achtete bei der von ihm am Theater Hagen Ende der 1920er Jahre geleiteten und „Kammertanztheater“ genannten Tanzgruppe auf eine strikte Trennung bzw. Gleichberechtigung der drei Sparten. Andererseits erweiterte er das Erscheinungsbild der Sparte Tanz erheblich durch Einbeziehung von Schauspiel- und Opernelementen. Namhafte Tanz- und Theaterkritiker der Zeit wie Artur Michel empfanden seine Aufführungen in Hagen als zu wenig „tänzerisch“. Unter diesem Gesichtspunkt erscheinen Hess und das Kammertanztheater Hagen dem Wuppertaler Tanztheater verwandter als Jooss und seine modernen Tanzkompanien.
Günter Hess arbeitete vornehmlich 'grenzüberschreitend'. Nach dem Zweiten Weltkrieg unterrichtete er vor allem Schauspieler im Fach Bewegung. Dass die Bewegung heute einen so viel größeren Anteil im Schauspiel in Deutschland hat, als früher, ist nicht unwesentlich auch sein Verdienst. Außerdem bezog er gern das Publikum in seine Aufführungen ein. Horst Koegler schrieb 1973: „Und wenn heute überall gefordert wird, die Kunst aus ihrer elitären Isolation herauszuführen und die kreativen Initiativen des Publikums zu stimulieren, kann er sich die Hände reiben – denn das ist genau das, was er auf dem Gebiet der Bewegung seit über fünfzig Jahren getan hat.“